# Two Is Better Than One
"Two Is Better Than One" é uma canção gravada pela banda americana Boys Like Girls com a cantora Taylor Swift, para o segundo álbum de estúdio da banda, Love Drunk. A canção, composta pelo vocalista/guitarrista do Boys Like Girls, Martin Johnson, foi lançada como segundo single oficial do álbum em 19 de outubro de 2009. 
Sobre a colaboração com Swift, Johnson falou, "Eu acho que Taylor é uma artista versátil, ela pode ir de country para pop, para rock, para qualquer lugar [...] Nós pensamos que ela era a voz certa e a pessoa certa para essa canção". Um videoclipe foi filmado para o single, sem a presença de Taylor Swift; o vídeo foi dirigido por Meiert Avis.

## Paradas musicais
| Parada (2009/2010)        | Melhor posição |
| ------------------------- | -------------- |
| Canadian Hot 100          | 22             |
| Billboard Hot 100         | 18             |
| Billboard Adult Pop Songs | 22             |
| Billboard Pop 100         | 9              |